# Mitoura nelsoni
Mitoura nelsoni är en fjärilsart som beskrevs av Jean Baptiste Boisduval 1869. Mitoura nelsoni ingår i släktet Mitoura och familjen juvelvingar. Inga underarter finns listade i Catalogue of Life.

## Bildgalleri

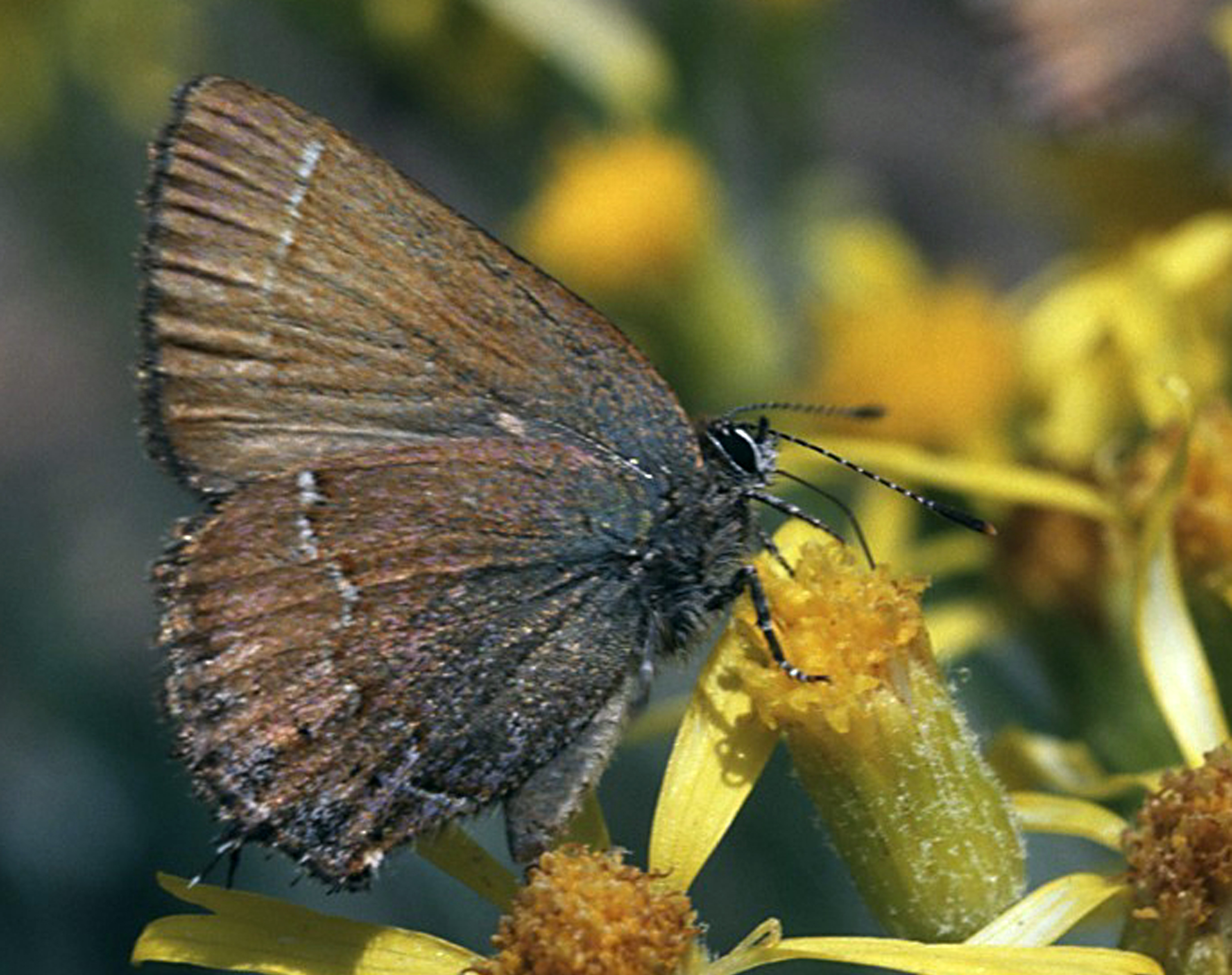